# Gerhard Frey
Gerhard Frey (1944 -) és un matemàtic alemany conegut per la seva recerca en teoria de nombres. Esdevingué famós quan l'any 1986 conjecturà que un contraexemple
{\displaystyle a^{p}+b^{p}=c^{p}}
del darrer teorema de Fermat proporcionaria una corba el·líptica (Corba de Frey)
{\displaystyle y^{2}=x\cdot (x-a^{p})\cdot (x+b^{p})}
no modular. Aquest fet contradiria una part del Teorema de Taniyama-Shimura que no fou demostrada fins al 1995 per Andrew Wiles i Richard Taylor. La conjectura efectuada per Gerhard Frey fou demostrada per Kenneth Ribet l'any 1990.

## Biografia
Gerhard Frey estudià matemàtiques i física a la Universitat de Tübingen, on es llicencià el 1967. Continuà els estudis de postgrau a Heidelberg on rebé el grau de doctor el 1970 i la seva "habilitació" el 1973. Treballà com a professor ajudant a la Universitat de Heidelberg del 1969 al 1973, any en el qual esdevingué professor a la Universitat d'Erlangen. Del 1975 al 1990 fou professor de la Universitat de Saarbrucken i posteriorment obtingué una plaça de director d'un grup de recerca de teoria de nombres a l'Institut für Experimentelle Mathematik de la Universitat de Duisburg-Essen.
Les seves àrees de recerca comprenen la teoria de nombres, la geometria aritmètica i les seves aplicacions a la teoria de codis i a la criptografia. Ha sigut científic visitant de nombroses universitats i centres de recerca, com ara la Universitat de l'estat d'Ohio, Universitat Harvard, la Universitat de Califòrnia a Berkeley, l'Institut de Recerca de Ciències Matemàtiques (MSRI), l'Institut d'Estudis Avançats de la Universitat Hebrea de Jerusalem i l'IMPA de Rio de Janeiro, entre d'altres.
Frey fou co-editor del Manuscripta Mathematica. El 1996 rebé la medalla Gauss de la Braunschweigische Wissenschaftliche Gesellschaft per la seva contribució a la resolució del darrer teorema de Fermat. Des del 1998 és membre de l'Acadèmia de Ciències de Göttingen.